# Rehberger Grabenhaus

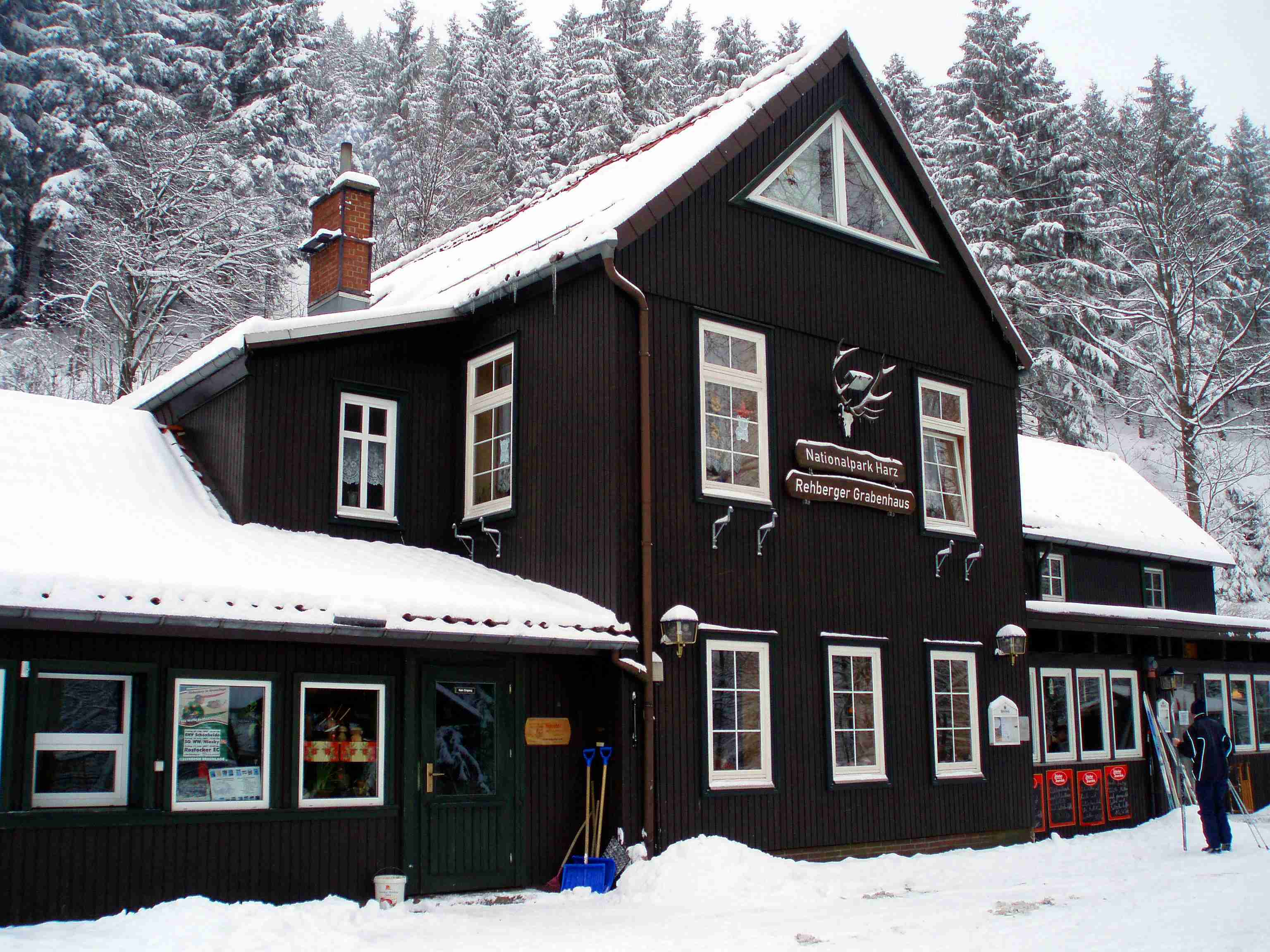
Rehberger Grabenhaus, 2007

Das Rehberger Grabenhaus, um 1907

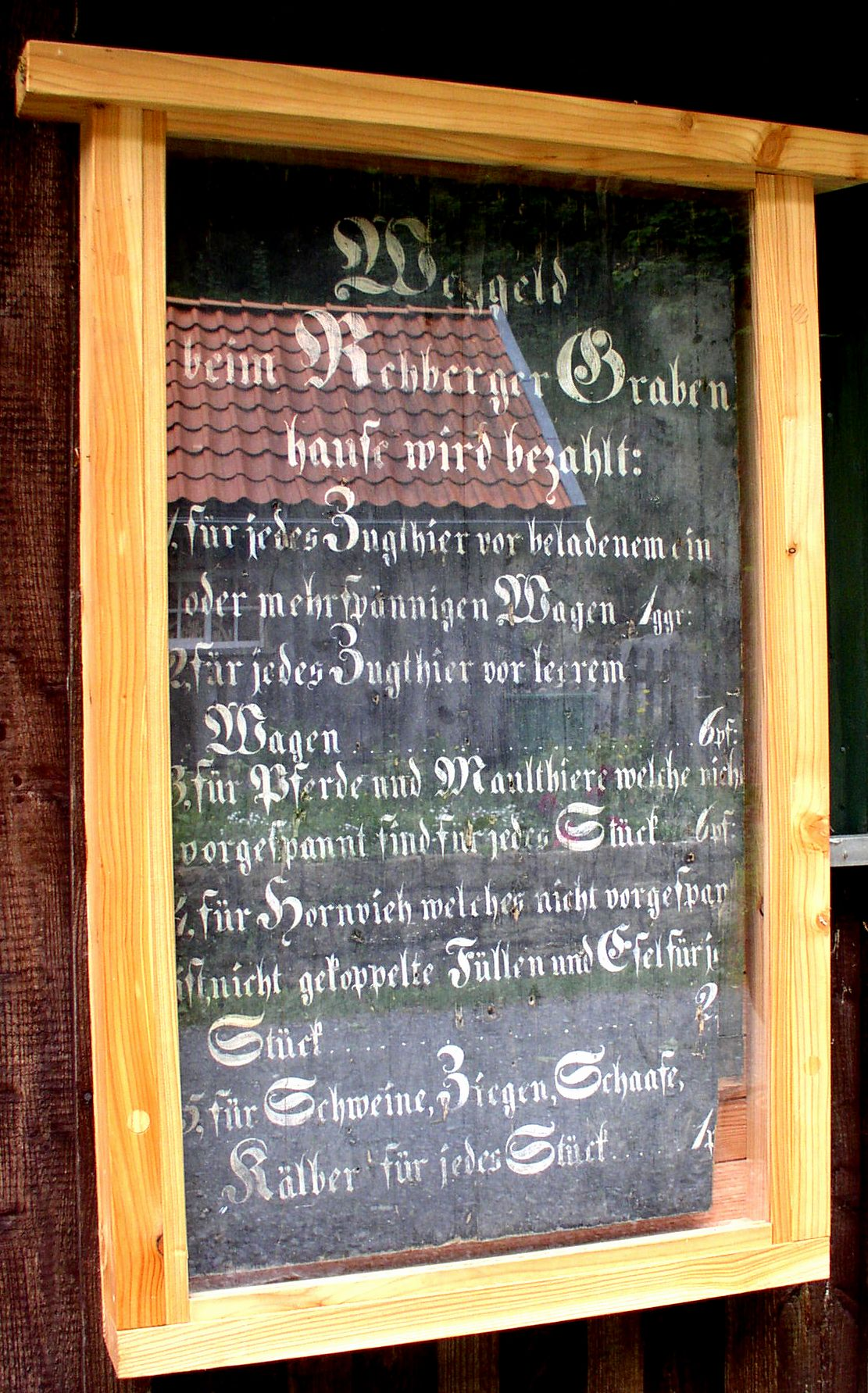
Wegegeld-Tafel am Rehberger Grabenhaus

Das Rehberger Grabenhaus im Mittelgebirge Harz ist eine Waldgaststätte am Rehberger Graben auf der Südflanke des Rehbergs, der sich im Nationalpark Harz nahe Sankt Andreasberg im niedersächsischen Landkreis Goslar erhebt. Es steht auf etwa 680 m ü. NHN.

## Geschichte
Das Gebäude wurde ab 1772 als Dienstwohnung für das Bedienungspersonal des Rehberger Grabens errichtet. Erweiterungen erfolgten in den Jahren 1797, 1802, 1809 und 1818, wobei die umfangreichste Erweiterung im September 1809 durchgeführt wurde, als eine kurze Rast des Königs von Westphalen, Jérôme Bonaparte, an dieser Stelle anstand: Innerhalb von nur drei Tagen wurde ein Erker mit einem Saal auf das bis dahin einstöckige Gebäude gesetzt, um den König würdig bewirten zu können.
Die Nutzung als Dienstwohnung durch den Grabenwärter oder Grabensteiger erfolgte bis in die zweite Hälfte des 20. Jahrhunderts, wobei die Gastwirtschaft auch dann schon einen immer wichtiger werdenden Nebenverdienst der Bewohner darstellte. Wie durch eine 2007 wiederentdeckte Tafel belegt wird, diente das Grabenhaus zumindest zeitweise auch als Mautstelle für den Verkehr auf dem Rehberger Grabenweg. Wahrscheinlich stellte dieser Weg für Pferdefuhrwerke eine beliebte Wegeverbindung dar, weil er weitgehend horizontal verlief. 

## Wandern
Das Rehberger Grabenhaus wird als Wandergaststätte und Ausflugslokal betrieben, von dem man an Winterabenden die Wildfütterung aus nächster Nähe beobachten kann. Es ist am kürzesten auf dem Rehberger Grabenweg nach einem etwa 1000 m langen Fußmarsch vom Parkplatz Dreibrode nördlich der Jordanshöhe zu erreichen. Das Rehberger Grabenhaus ist als Nr. 155 in das System der Stempelstellen der Harzer Wandernadel einbezogen.